# Deltonotus cristatus
Deltonotus cristatus är en insektsart som beskrevs av Hancock, J.L. 1907. Deltonotus cristatus ingår i släktet Deltonotus och familjen torngräshoppor. Inga underarter finns listade i Catalogue of Life.